# Musica per noi
| Recensione    | Giudizio |
| ------------- | -------- |
| Rolling Stone |          |
| Rockol        |          |

Musica per noi è il terzo album in studio del gruppo musicale italiano di musica elettronica Pop X, pubblicato il 26 gennaio 2018 da Bomba Dischi e distribuito da Universal.

## Descrizione
L'album è stato anticipato dal singolo La Prima Rondine Venne Ier Sera (nel disco è il brano Figli di puttana), pubblicato il 29 novembre 2017.
Altri brani sono stati diffusi attraverso il canale YouTube della Bomba Dischi, tra cui: Teke Caki (nel disco Teke taki), ORCI DENTAli (nel disco Orci dentali), Litfiga mid day remix (versione remixata di Litfiga), Serafino e la ghost track Rabbit.
In Teke taki è presente una citazione tratta da Pellaria di Carl Brave x Franco126 e in Orci dentali diverse tratte da Mi hai rotto il cuore di Luca Sarracino.

## Tracce
Testi e musiche di Davide Panizza.
1. Teke taki – 3:29
2. Orci dentali – 4:11
3. Regina – 3:10
4. Litfiga – 3:39
5. Carablia – 5:30
6. Serafino – 4:08
7. Chiamalo negra (feat. Mortecattiva) – 3:13
8. Maturità – 3:54
9. Figli di puttana – 3:17
10. Morti dietro – 2:11
11. Outro – 2:24
12. Intro – 3:09
13. Serafino electronique – 7:12
14. Rabbit – 9:50 – Non elencata sul retro della versione CD